# Emotiv Systems
Emotiv Systems est une société basée en Australie et aux États-Unis, travaillant sur une interface neuronale directe pouvant détecter le conscient humain pour le reproduire dans un jeu vidéo ou sur toute autre plate-forme électronique.

## Historique
Emotiv system a été fondée en 2003 à Sydney, en Australie, par quatre personnes clés de l'entreprise : un neuro-scientifique, Allan Snyder, un designer, Neil Weste, et deux entrepreneurs, Tan Le et Nam Do.
Aujourd'hui, la société a émigré de l'Australie vers les États-Unis et son nouveau siège de San Francisco, en Californie.

## Projet Epoc

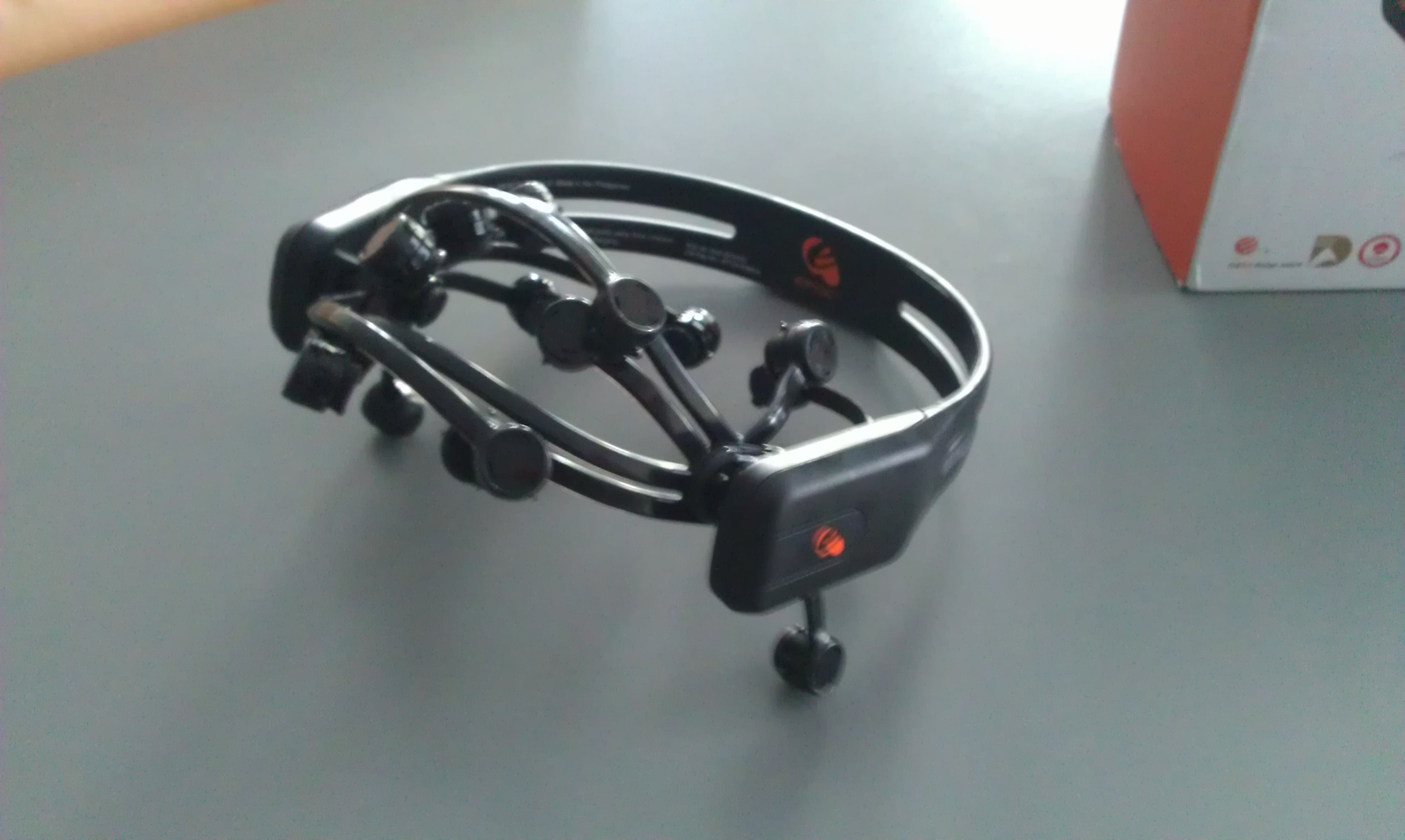
Casque Emotiv EPOC avec les capteurs installés

L'entreprise travaille actuellement sur un projet nommé Epoc et qui consiste à développer un nouveau type de périphérique informatique principalement destiné aux jeux vidéo permettant au joueur de contrôler l'action dans le jeu par la pensée.
Cette machine se pose sur la tête afin de capter l'EEG de la personne qui le porte. Ce dernier ne permet pas d'analyser de manière complexe les signaux EEG, mais permet de faire des actions simple comme déplacer un curseur par l'activation de la concentration.
Concrètement, dans le cadre de jeux vidéo, le joueur peut se déplacer dans un environnement 3D, bouger des objets à distance et bien d'autres actions contrôlables par la pensée selon le programme utilisé.  Le casque a la capacité de faire davantage que les périphériques traditionnels tels souris et claviers, toutefois, cette technologie n'en est qu'à ses débuts, et le contrôle est a priori à améliorer. Le 11 novembre 2009, l'entreprise annonce  la commercialisation de son casque pour le 21 décembre 2009. Le casque est finalement proposé pour 299 US$.